# Tongai labdarúgó-szövetség
Tongai labdarúgó Szövetség (angolul: Tonga Football Association) (TFA).

## Történelme
1965-ben alapították. A Nemzetközi Labdarúgó-szövetségnek (FIFA) 1994-től tagja. Az Óceániai Labdarúgó-szövetség (OFC) 1994-től tagja. Fő feladata a nemzetközi kapcsolatokon kívül, a  Tongai labdarúgó-válogatott férfi és női ágának, a korosztályos válogatottak illetve a nemzeti bajnokság, kupák szervezése, irányítása. Tonga legmagasabb labdarúgó ligája, a férfi Major League. Tongában 105 csapatban (egyesületben) 3200 labdarúgó sportol.

### Bizottságai
Játékvezető Bizottság (JB) – felelős a játékvezetők utánpótlásáért, elméleti (teszt) és cooper (fizikai) képzéséért, foglalkoztatásáért.

## Külső hivatkozások
- Tongai Labdarúgó Szövetség. tongafootball.to. [2010. október 15-i dátummal az eredetiből archiválva]. (Hozzáférés: 2014. október 23.)